# اوليغ زوتيف
اوليغ زوتيف (5 يوليو 1989 بطشقند في أوزبكستان - ) هو لاعب كرة قدم أوزبكستاني في مركز الوسط. شارك مع منتخب أوزبكستان تحت 23 سنة لكرة القدم ومنتخب أوزبكستان لكرة القدم. أما مع النوادي، فقد لعب مع نادي باختاكور طشقند ونادي بونيودكور ونادي لوكوموتيف طشقند واجمك اف سي.

## وصلات خارجية
- اوليغ زوتيف على موقع الاتحاد الدولي (مؤرشف)  (الإنجليزية)
- اوليغ زوتيف على موقع دوري كوريا الجنوبية (الإنجليزية)
- اوليغ زوتيف على موقع قاعدة بيانات كرة القدم.إي يو (الإنجليزية)
- اوليغ زوتيف على موقع ناشيونال فوتبول تيمز (الإنجليزية)
- اوليغ زوتيف على موقع Soccerway.com (الإنجليزية)